# Prínia de Roberts
La prínia de Roberts (Oreophilais robertsi) és una espècie d'ocell passeriforme del gènere monotípic Oreophilais que pertany a la família Cisticolidae. És endèmic del sud-est d'Àfrica.

## Distribució i hàbitat
Es troba a les terres altes orientals de Zimbàbue i Moçambic.
L'hàbitat natural són els boscos tropicals humits de muntanya i els arbustos tropicals humits.